# 司事式自行火炮
司事式25磅履帶式自行火炮（英語：Sexton artillery，或25pdr SP, tracked, Sexton ），是一款第二次世界大戰時期的自行火炮。它基於美軍的M4A1雪曼的底盤設計，由加拿大為英國軍隊及其他同盟國成員生產。
它的設計是用來給英國軍隊提供一款裝備QF 25磅榴彈炮的自行火炮。從1943年開始，它取代了美製的M7“牧師” （使用M3李的底盤，在上面安裝105mm火炮）；同時，它也取代了因設計匆忙而不太成功的主教式自行火炮 。

## 歷史
在1942年，美國為英國在北非戰場的部隊提供了足夠的M7牧師自行火炮。英國很快就發現M7是一款優秀的武器，因為它的速度和坦克一樣快。然而，M7使用的是美製105mm榴彈炮，而不是英國的QF 25磅榴彈炮。因而，產生了一個問題——必須為裝備M7英國部隊提供不同的彈藥。美國曾于1942年中期嘗試把QF25磅炮安裝在M7上，並把這種產品為T51。但是，這個工程因故而被推遲。（在第一次實彈測試時，安裝在試驗車上的火炮出現故障）。在美軍沒法提供這樣的一款自行火炮后，英國轉而向加拿大求助。 
加拿大陸軍工程設計分會被加拿大的軍械部和後勤部要求用白羊坦克的底盤設計一款與M7相似的自行火炮。白羊坦克和M7一樣，均使用M3“李”的底盤。而在當時，M4成為了盟軍的標準裝備。因而，白羊坦克只能退居二線。在1942年6月23日，一輛原型車完成生產。在測試后，加拿大政府分三批了124輛。而這輛原型車在1943年早期被運到英國。 並在那裡接受了進一步測試。英國十分滿意這款自行火炮，在1943年5月，按照命名慣例，將其命名為“司事”。在1943年夏，英國政府接收了300輛司事式；不過，這批式是使用灰熊I的底盤而不是白羊坦克的底盤生產的。使用白羊坦克底盤的司事式被命名為司事Mk.I，而使用灰熊I坦克底盤的司事式則被命名為司事Mk.II以示區分。

## 生產和服役
並不像操作性比雪曼差，並且從沒有投入實戰的白羊坦克，司事式被證明十分成功。 在1943年到1945年之間，蒙特利爾機車廠一共為英國和加拿大軍隊生產了2150輛司事式（英國訂購2026輛）。在1943年9月，這種自行火炮投入使用。最初，它被英國第八軍用於在意大利的戰鬥。之後，它被用於諾曼第登陸，法國解放戰役，和在東北歐的戰鬥。在諾曼第戰役中，許多的司事式從登陸艇上開火，儘管這種開火方式精確度被證明不太高。 雖然它是由已有部件拼裝而成，但是卻被證明十分成功，並在英軍服役到1956年。
英國和加拿大使用司事式進行間接的火力支援，通常是讓它們在遠處通過前方觀察哨的指引，對敵軍目標進行壓制性攻擊。

## 型號

### 司事Mk.I
最開始的125輛司事式的型號。使用白羊坦克的底盤。

### 司事Mk.II
在後方安裝了一個箱子，用於安放電池和臨時發電機。

### 司事“GPO”（指揮車）
火炮被移除，并額外安裝了一台No.19無線電臺和安放地圖的桌子。這種型號被當做指揮車使用。

## 腳註/來源
1. 1 2 3 4 5 6 7 8 9 10 11 12 13  Livesey, Jack. . Southwater. 2007: 106–107. ISBN 978-1-84476-370-2.
2. ↑  注：也作安裝25磅炮的自行火炮Mk.I（Mounting, SP, 25-pdr, C, Mk I"）
3. ↑  AFV Profile "Ram and Sexton"
4. ↑  Stacey, C. P.  (PDF). The Queen's Printer by authority of the Minister of National Defence. 1970: 513–514  [2013-12-21]. （原始内容 (PDF)存档于2019-06-20）.
5. ↑  AFV Profile

## 外部連結
- WWII Vehicles（页面存档备份，存于）
- Juno Beach Centre（页面存档备份，存于）